# Poliopastea clavipes
Poliopastea clavipes är en fjärilsart som beskrevs av Jean Baptiste Boisduval 1870. Poliopastea clavipes ingår i släktet Poliopastea och familjen björnspinnare. Inga underarter finns listade i Catalogue of Life.